# Asociația Culturală Turcă din Dobrogea
Asociația Culturală Turcă din Dobrogea a fost o organizație a etnicilor tătari din România înființată în 1933 la inițiativa Revistei Emel.